# Politolana microphthalma
Politolana microphthalma là một loài chân đều trong họ Cirolanidae. Loài này được Hoek miêu tả khoa học năm 1882.